# Asimetrična katalitička oksidacija
Asimetrična katalitička oksidacija je tehnika oksidovanja raznih supstrata koristeći katalizator da bi se dobili enantiočisti proizvodi.

## Reakcije
- Jakobsenova epoksidacija alkena koristeći mangan-salen kompleks[1] i
- Šarplesova epoksidacija alil alkohola[2][3] koristeći titanium izopropoksida, dietil tartrata, i t-butil hidroksiperoksida
- Šarplesova asimetrična dihidroksilacija alkena koristeći dihidrohinin ili dihidrohinidin ligande na metalnom centru osmijuma
- Šarplesova oksiaminacija
- Ši epoksidacija alkena koristeći okson i iz fruktoze izvedeni hiralni katalizator
- Sulfoniloksaziridinska enolatna oksidacija

## Literatura
1. ↑  Cozzi, Pier Giorgio (2004). „Metal?Salen Schiff base complexes in catalysis: Practical aspects”. Chem. Soc. Rev. 33 (7): 410—421. PMID 15354222. doi:10.1039/B307853C.
2. ↑  (Katsuki, Tsutomu; Sharpless, K. Barry (1980). „The first practical method for asymmetric epoxidation”. Journal of the American Chemical Society. 102 (18): 5974—5976. Bibcode:1980JAChS.102.5974K. doi:10.1021/ja00538a077.